# Yuukianura
Genre
Yuukianura est un genre de collemboles de la famille des Neanuridae.

## Liste des espèces
Selon Checklist of the Collembola of the World (version du 9 octobre 2019) :
- Yuukianura aphoruroides (Yosii, 1953)
- Yuukianura deharvengi Smolis, 2017
- Yuukianura halophila Yosii, 1955
- Yuukianura hawaiiensis (Bellinger & Christiansen, 1974)
- Yuukianura judithae Deharveng, Palacios-Vargas & Bedos, 2017
- Yuukianura pacifica (Yosii, 1971)
- Yuukianura rosea (Kim & Lee, 2000)
- Yuukianura szeptyckii Deharveng & Weiner, 1984
- Yuukianura tongana (Yosii, 1964)
- Yuukianura yasudai (Yosii, 1966)

## Publication originale
- Yosii, 1955 : Meeresinsekten der Tokara Inseln. VI. Collembolen nebst Beschreibungen terrestrischer Formen. Publications of the Seto Marine Biological Laboratory, no 4, p. 379-401.